# Neuendorfer Flesche

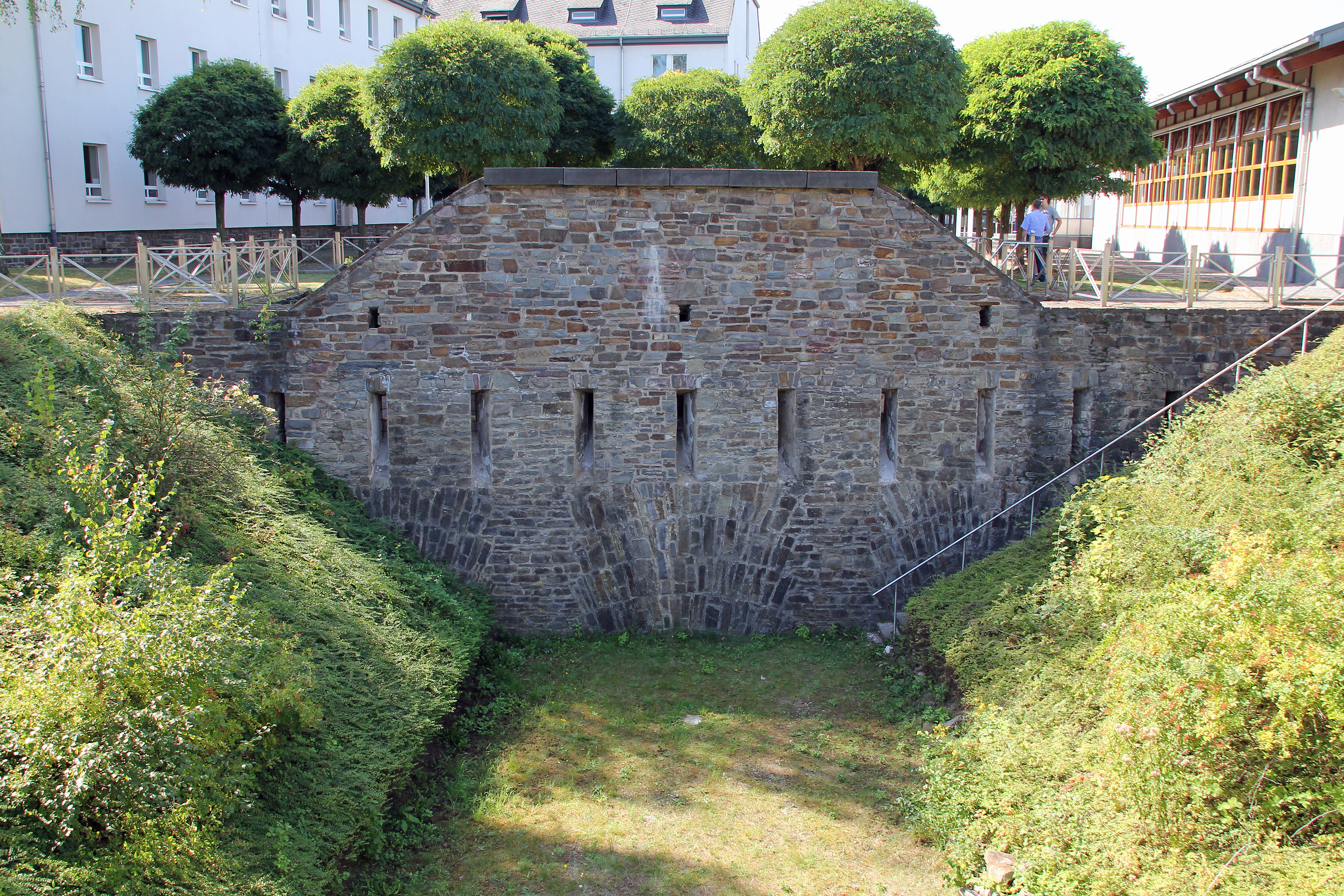
Die teilrekonstruierte Escarpe der Neuendorfer Flesche in Koblenz-Lützel

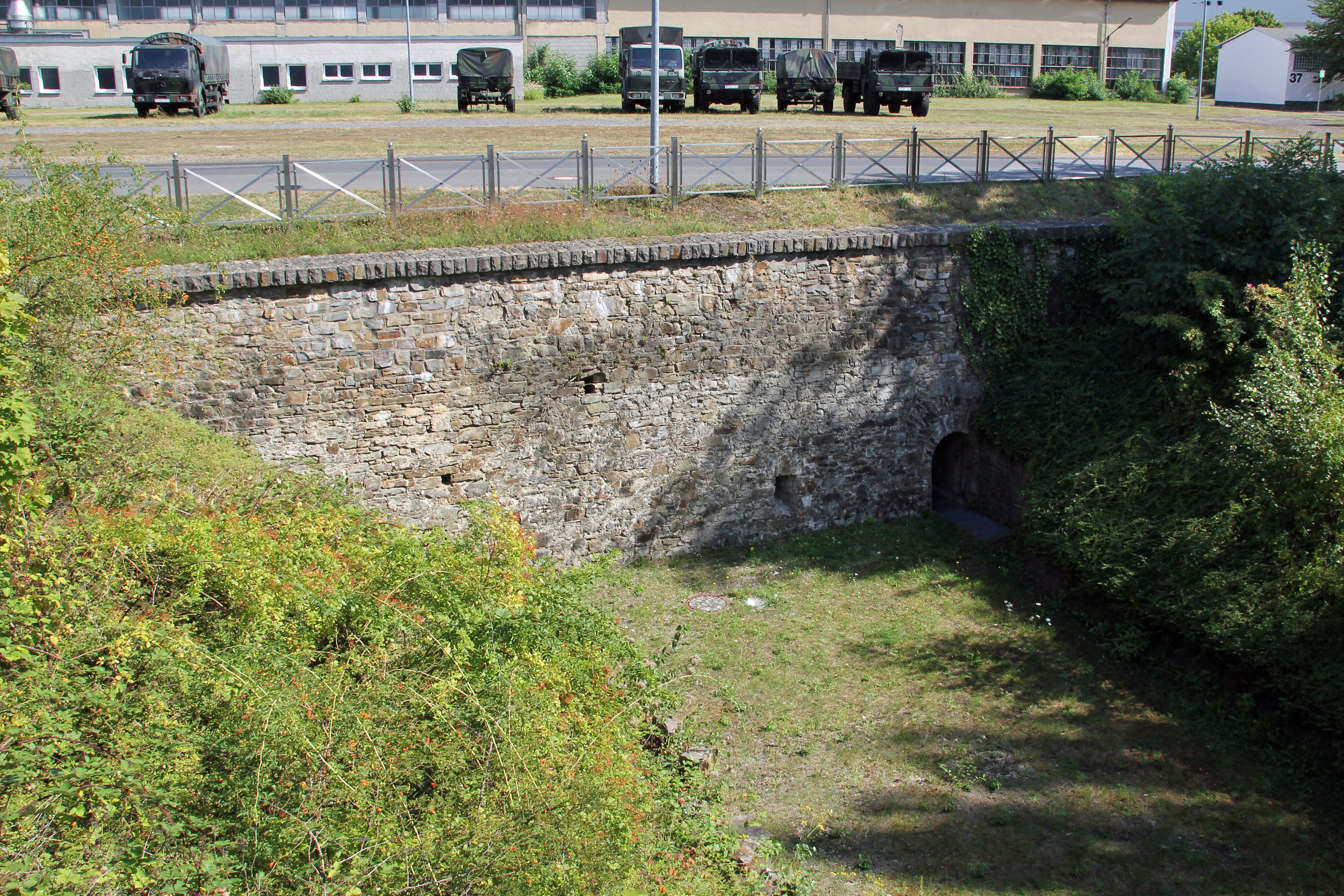
Graben mit Kontreeskarpemauer und Zugang zum Gegenminensystem

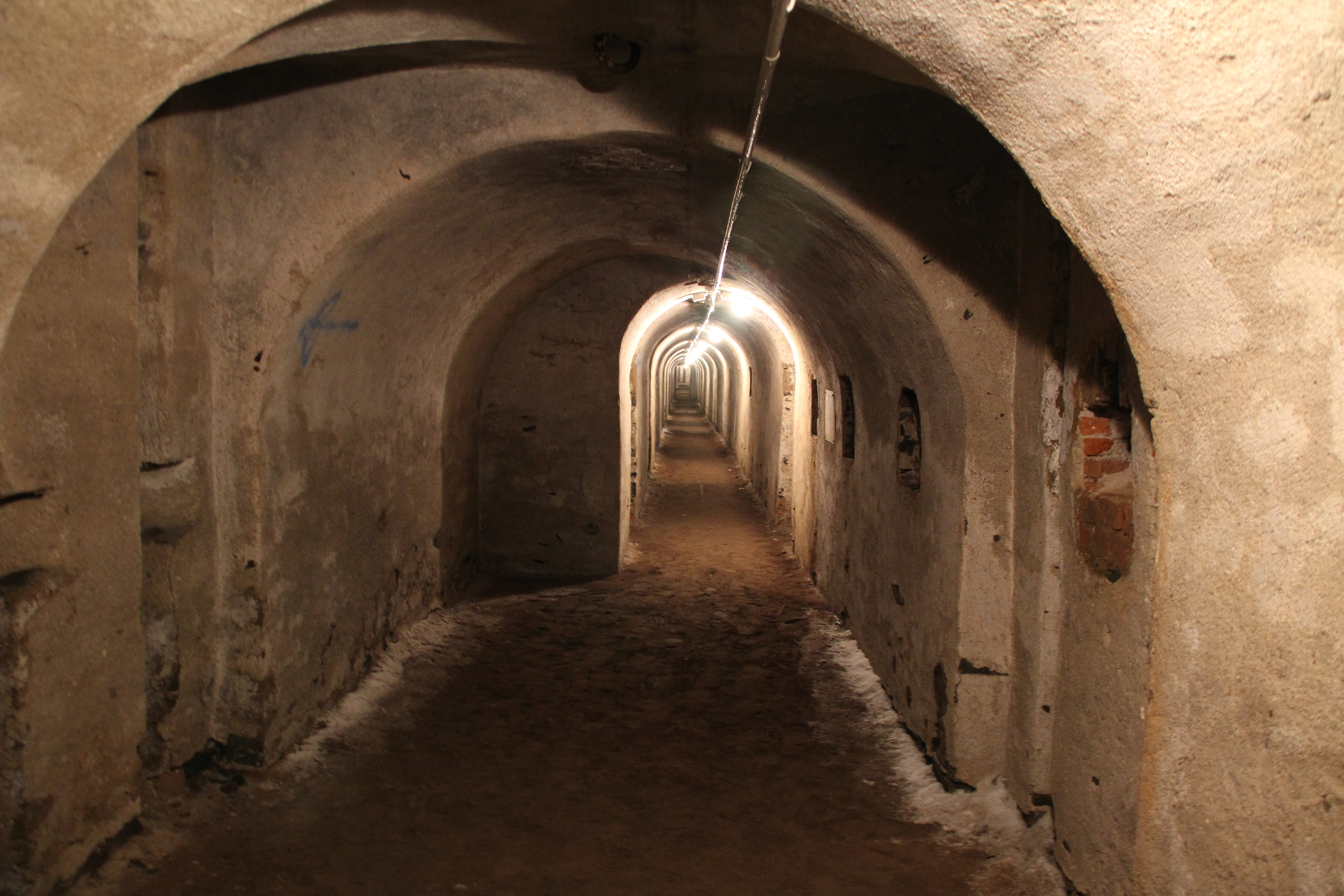
Unterirdischer Gang (Kontreescarpengalerie)

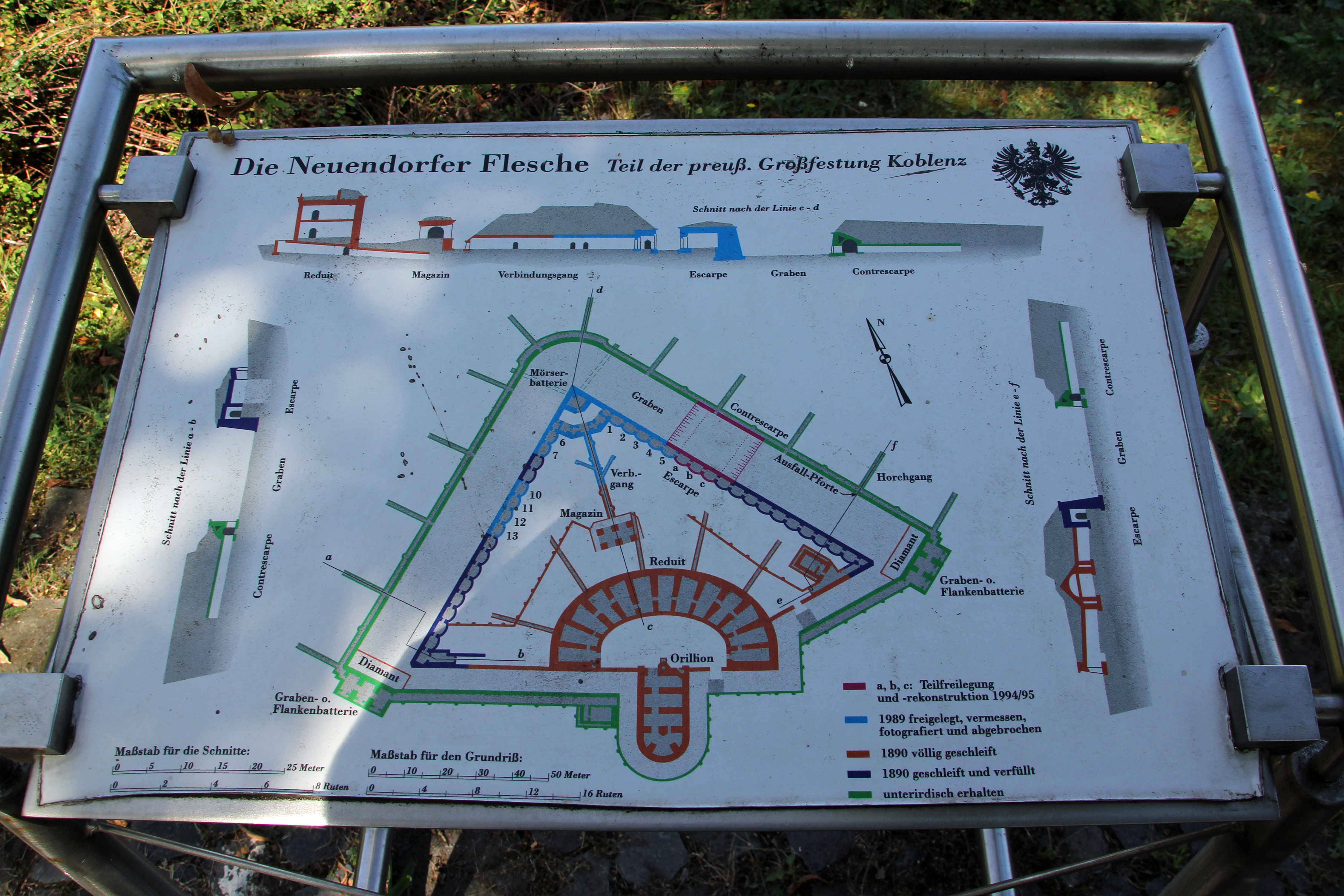
Plan der Neuendorfer Flesche

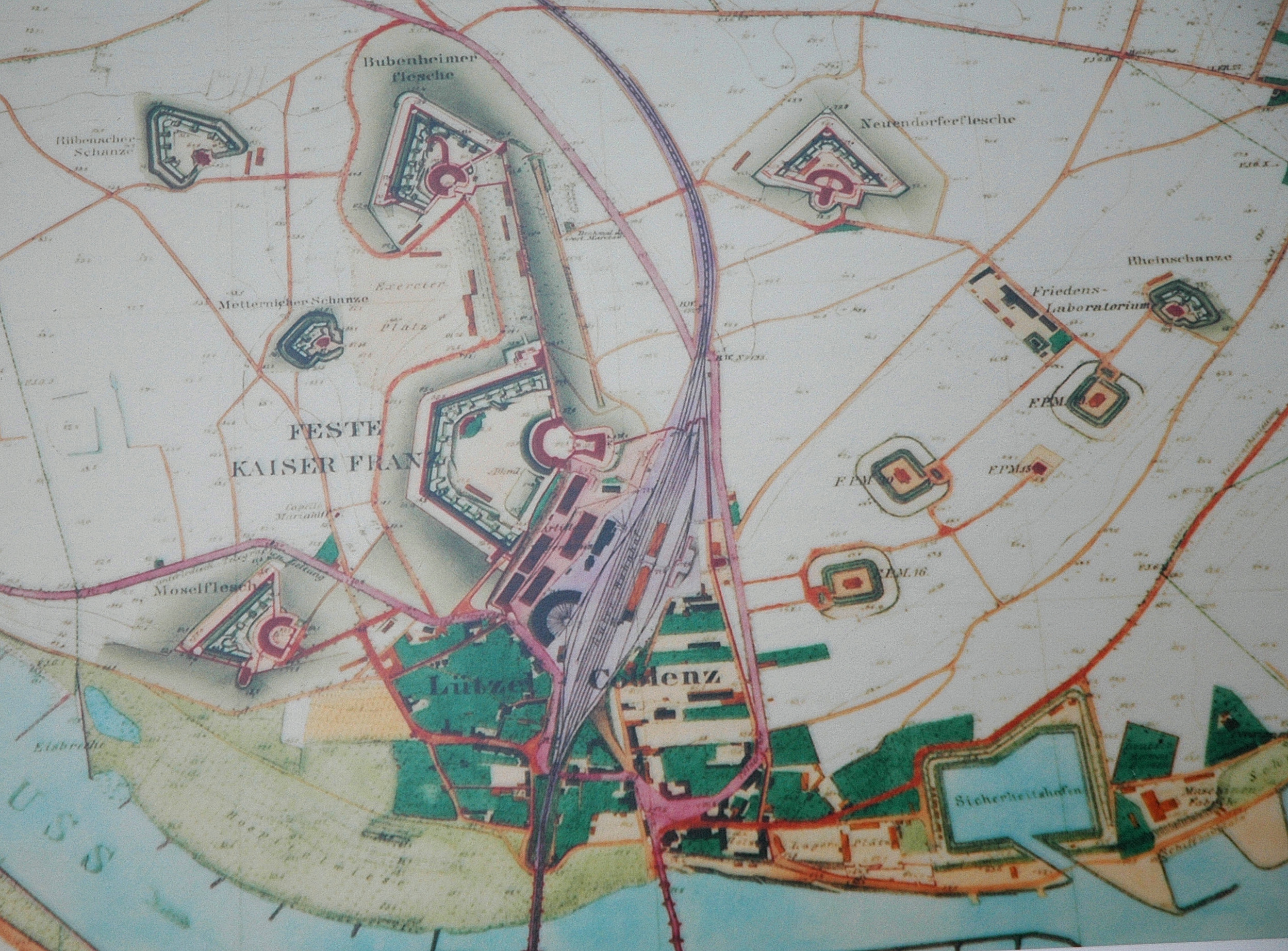
Das System Feste Kaiser Franz in den 1880er Jahren

Die Neuendorfer Flesche war Teil der preußischen Festung Koblenz und gehörte zum System Feste Kaiser Franz. Von der 1825 im heutigen Koblenzer Stadtteil Lützel fertiggestellten Flesche sind nach der Schleifung 1910 nur noch unterirdische Reste auf dem Gebiet der Rhein-Kaserne erhalten geblieben. Sie ist nach dem benachbarten Stadtteil Neuendorf benannt.

## Geschichte
Die Neuendorfer Flesche entstand von 1821 bis 1825 als Teil des Festungssystems Feste Kaiser Franz unter Leitung des preußischen Ingenieurhauptmanns Franz Xaver Cornely vermutlich nach Plänen von Oberst Gotthilf Benjamin Keibel. Das Grundmuster der Flesche (frz. flèche = Pfeil) ist aus dem Grundriss des von Leutnant John Humly Humfrey erstellten Spionageberichts erhalten geblieben. Nach Fertigstellung der Flesche belegten sofort zwei Rheinische Infanterieregimenter die Anlage.
Mit den übrigen Werken des Systems Feste Kaiser Franz wurde die Flesche schließlich 1890 aufgelassen. Die Festungsanlage wurde 1910 geschleift. Alle oberirdischen Festungsteile wurden abgerissen und der Abbruch in den Hauptgraben der Anlage verfüllt. Die unterirdischen Teile blieben dabei bis heute fast völlig erhalten. Auf dem Gelände der Festungsanlage wurde in den folgenden Jahren die Train-Kaserne Coblenz-Lützel errichtet. Im Zweiten Weltkrieg hat die Lützeler und Neuendorfer Bevölkerung in den unterirdischen Gängen Schutz vor Luftangriffen gesucht. Teile der Ausstattung sind erhalten. Auf dem Gelände der ehemaligen Festungsanlage steht heute die Rhein-Kaserne.
Ende der 1980er Jahre wurden die vorhandenen unterirdischen Teile ausgegraben und teilweise beseitigt. Dabei wurden 1987 die Reste der Flesche erstmals erkundet und dokumentiert. Zur Erhaltung der Reste, die im Erdreich noch vollständig die Form und Ausmaße der Flesche zeigen, gründete sich 1990 der Förderverein Neuendorfer Flesche e. V. Bis heute sind Kontreescarpengalerien der Facen und der Kehle erhalten sowie mehrere dreiteilige Geschützkaponnieren und Horchgänge in das Glacis. Der Graben und ein Teil der Escarpe mit anschließenden Dechargenkasematten konnten 1995 in der Mitte der rechten Face aufwendig rekonstruiert werden.

## Bau
Die Front der Neuendorfer Flesche war nach Norden gerichtet und bestand aus zwei annähernd gleich langen Facen. Die linke Linie war gebrochen und es entstand ein fast lünettenhafter Grundriss. Die rechte Linien schloss versetzt an das Reduit an. Hinter den Wällen lag ein in elliptischer Form errichtetes Reduit mit angehängter Kaponniere (Orillon), die das Werk rückwärts abschloss. Zwischen den einzelnen Teilen des Werkes bestanden Kommunikationen. Brücken und Rampen sicherten den Zugang in den Wallhof und in das Reduit. Das Reduit diente zur Aufstellung von Mörsern oder Kanonen und zur Unterbringung der Soldaten. Unter dem Hauptwall lag ein weitläufiges Kasemattenkorps mit der Escarpe.
Unterhalb des äußeren Festungssystems lag unterirdisch die Kontreeskarpe mit der Minengalerie (jeweils 100 Meter lang) und den Horchgängen (etwa 10 Meter lang). Zwischen der Kontreeskarpe und der Escarpe entstand der trockene Hauptgraben, 6 Meter tief und 17 Meter breit.

## Denkmalschutz
Die Neuendorfer Flesche ist seit 1988 ein geschütztes Kulturdenkmal nach dem Denkmalschutzgesetz (DSchG) und in der Denkmalliste des Landes Rheinland-Pfalz eingetragen. Sie liegt in Koblenz-Lützel auf dem Gelände der Rheinkaserne in der (bei) Andernacher Straße 100.
Seit 2002 ist die Neuendorfer Flesche Teil des UNESCO-Welterbes Oberes Mittelrheintal.